# واترآیلند (نیویورک)
واترآیلند (به انگلیسی: Water Island) یک منطقهٔ مسکونی در ایالات متحده آمریکا است که در شهرستان سافک، نیویورک واقع شده‌است.